# Piotr Stomma
Piotr Stomma (ur. 2 grudnia 1953 w Warszawie) – polski inżynier i urzędnik państwowy, w latach 2005–2007 i 2015–2016 podsekretarz stanu w resortach związanych z infrastrukturą.

## Życiorys
Ukończył w 1978 studia na Wydziale Mechanicznym Energetyki i Lotnictwa Politechniki Warszawskiej, po których w 1979 rozpoczął pracę na stanowisku asystenta w Instytucie Lotnictwa. Od 1990 związany z resortem transportu. Był doradcą podsekretarza stanu w tym ministerstwie i pełniącym obowiązki dyrektora departamentu. W 2002 został głównym specjalistą w Departamencie Kolejnictwa Ministerstwa Infrastruktury.
Od 7 listopada 2005 do 6 maja 2006 był podsekretarzem stanu w Ministerstwie Transportu i Budownictwa, następnie do 28 listopada 2007 pełnił tę samą funkcję w Ministerstwie Transportu. 20 listopada 2015 został podsekretarzem stanu w Ministerstwie Infrastruktury i Budownictwa. 4 sierpnia 2016 złożył dymisję, która 30 sierpnia została przyjęta.